# Estació d'Arcade
L'estació d'Arcade és una estació de ferrocarril situada a la localitat gallega d'Arcade, al municipi de Soutomaior, a la província de Pontevedra. Té serveis de mitjana distància operats per Renfe.
Es troba al punt quilomètric 7,9 de la línia d'ample ibèric que uneix Redondela amb Santiago de Compostel·la.

## Trens

### Mitjana Distància
| Línia | Origen/destinació                          | Destinació/origen |
| ----- | ------------------------------------------ | ----------------- |
| 1     | A Coruña Santiago de Compostela Pontevedra | Vigo-Guixar       |